# Shemot (parasha)
Pour les articles homonymes, voir Shemot.
Shemot (ou Shemos selon la prononciation ashkénaze – שמות – Héb. “Noms,” le second mot, et premier distinctif, de la parasha) est la treizième parasha (section hebdomadaire) du cycle annuel juif de lecture de la Torah et la première parasha du Sefer Shemot (Livre de l'Exode), second Livre du Pentateuque.
Elle est constituée d'Exode 1:1–6:1. Les Juifs de la Diaspora la lisent le treizième Sabbath après Sim'hat Torah, généralement en janvier, parfois à la fin de décembre.

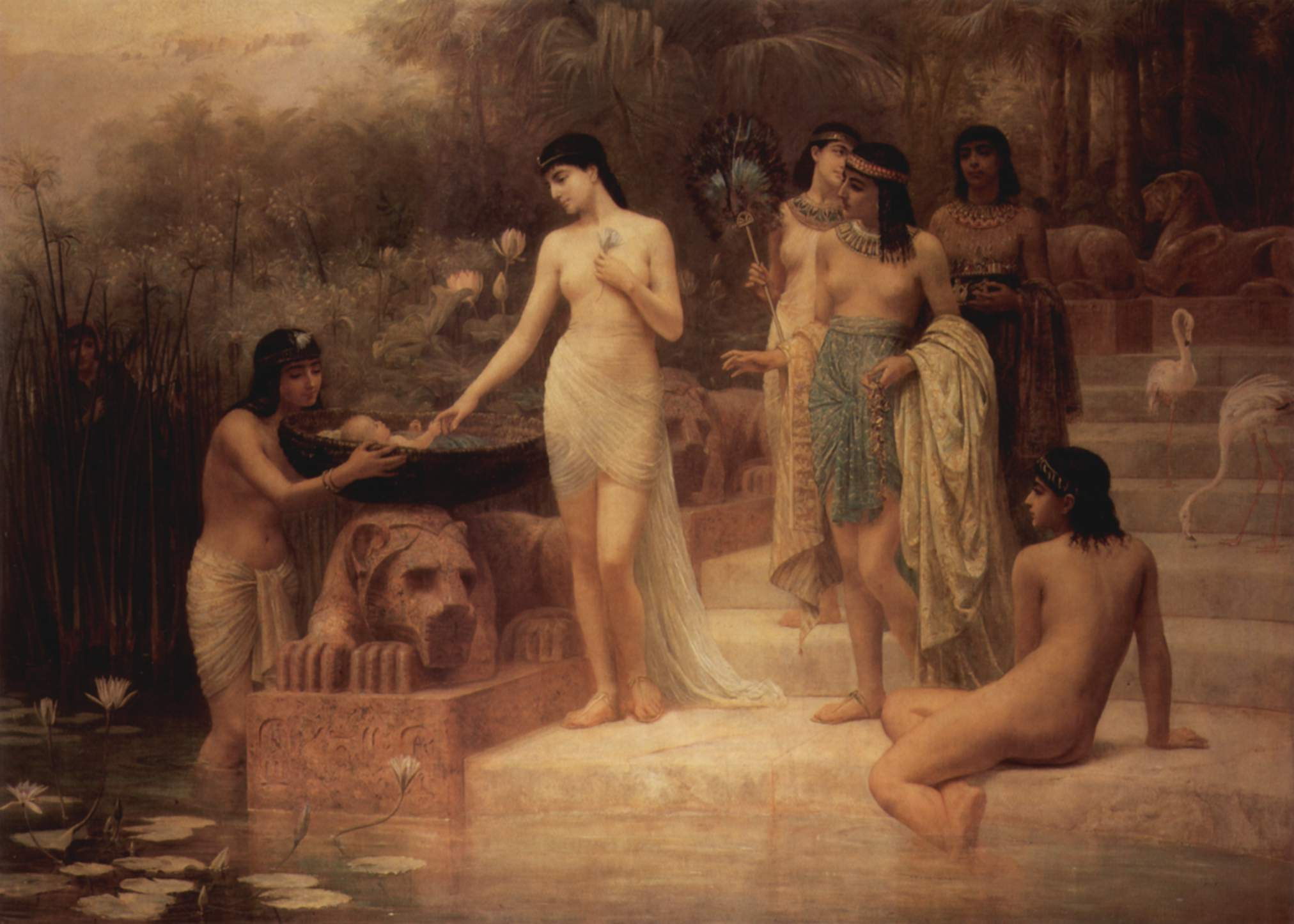
La fille du Pharaon trouve Moïse sur le Nil (tableau d'Edwin Long)

## Résumé
Le Sefer Shemot s’ouvre par les noms et l’énumération des enfants d’Israël descendus en Égypte. Un nouveau pharaon se lève, qui n’a pas connu Joseph et, s’inquiétant de la prodigieuse croissance de ces étrangers, les réduit en servitude et condamne ses premiers-nés mâles à être noyés. Toutefois, l’un de ces enfants est abandonné sur les flots dans un berceau enduit de poix. Sa sœur Myriam le suit de loin. Il est sauvé par Bithiah, la fille du pharaon, qui le nomme Moshé.
Des années plus tard, Moïse, élevé comme un Égyptien, prend la défense d’un Hébreu battu par un Égyptien, et tue ce dernier. Découvert, il s’enfuit à Midian, auprès du prêtre Reuel, dont il épouse la fille Séphora.
Un jour qu’il fait paître le troupeau de son beau-père, Dieu se révèle à lui dans un buisson ardent qui ne brule pas, la mission de Dieu était qu'il fasse sauver le peuple juif des Égyptiens. Moïse se récrie, puis accepte sa mission. Avec son frère Aaron qui lui sert de porte-parole, ils exigent de Pharaon qu’il laisse partir les enfants d'Israël trois jours dans le désert afin de rendre un culte à Dieu, mais Pharaon refuse, et rend les corvées encore plus pénibles pour le peuple. Moïse se lamente d’être la cause des souffrances redoublées des siens mais arrive avec l'aide de Dieu à faire sortir les siens.

### Divisions de la parasha lors de la lecture complète
La lecture de la parasha à la synagogue le sabbath est traditionnellement divisée en sept sections, pour lesquelles un membre différent de la congrégation est appelé à lire. La première lecture, le rishon, échoit traditionnellement à un cohen, la seconde, appelée sheni, à un levi, les suivantes à un israël (ni cohen ni levi). La septième section comporte une sous-section, le maftir, qui est lu par la personne qui lira ensuite la haftara.
Les sections de la parashat Shemot sont:
- rishon:
- sheni:
- shlishi:
- revi'i:
- shishi:
- shevi'i:
  - maftir:

### Divisions de la parasha lors de la lecture abrégée
Une lecture publique de la parasha fut instaurée par Ezra le Scribe le lundi et le jeudi à la synagogue. Cette lecture, sensiblement plus courte, ne comprend que trois sections, la première réservée au cohen, la seconde au levi, la troisième à un israël
- Section du cohen: Shemot[3]
- Section du levi: Shemot[3]
- Section de l'israël: Shemot[3]

### Maqam
Un maqam est un système de modes musicaux utilisé dans la musique arabe mélodique classique. Les juifs originaires des pays orientaux (Afrique du Nord, Syrie) s'en sont inspirés, et adaptent la mélodie de la liturgie du Shabbat en fonction du contenu de la parasha de cette semaine. Ils emploient 10 maqam différents, possédant chacun son usage propre.
Le maqam utilisé lors du sabbath au cours duquel on lit la parashat Shemot est le Maqam Rast, le maqam des initiations, ici celle du Sefer Shemot. Certains utilisent le maqam Bayat, car la parasha parle des filles (que l’on doit laisser vivre), bat en hébreu, qui ressemble au mot Bayat.

## Shemot dans la tradition rabbinique

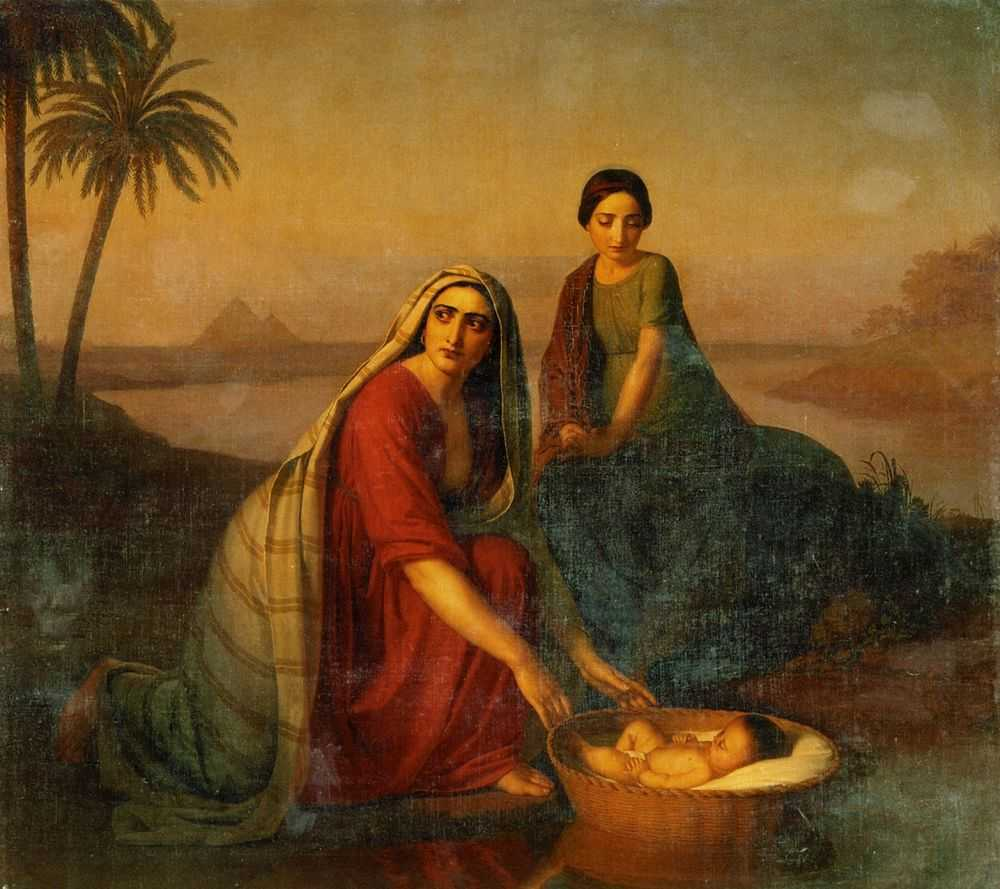
Moïse, déposé par sa mère sur les eaux du Nil. 1839-1842.

La Tosefta a déduit de Ex 1,7 que tant que Joseph et ses frères étaient en vie, les Israélites jouissaient de grandeur et de prestige, mais qu'après la mort de Joseph (comme rapporté dans Ex 1,6), un nouveau pharaon se leva, qui tint conseil contre les enfants d'Israël (comme rapporté dans Ex 1,8–10) (Tosefta Sota 10:10.).
La Tosefta a déduit de Ex 1,8 que le pharaon pécha le premier, avant le peuple, et Dieu le frappa le premier, mais les autres n'en réchappèrent pas (Tosefta Sota 4:12.).
La Tosefta a déduit de Ex 1,22 que les Égyptiens tiraient fierté devant Dieu du fait de la seule eau du Nil, c'est pourquoi Dieu exerça son châtiment à leur encontre par la seule eau lorsque dans Ex 15,4, Dieu engloutit les chars de Pharaon et de son armée dans la Yam Souf (Tosefta Sota 3:13.).
La Mishna cite Ex 2,4 pour montrer que la Providence traite chaque personne exactement comme celle-ci traite les autres. Ainsi, de même que Myriam attend pour savoir le sort du bébé Moïse, de même les Enfants d'Israël attendront pour elle sept jours dans le désert en  12,15. (Mishna Sotah 1:7–9.).
Rabbi Youdan a indiqué au nom de Rabbi Isaac que Dieu a sauvé Moïse de l'épée du pharaon. Lisant Ex 2,15,, Rabbi Yannai a demandé s'il était possible à une personne de chair et de sang d'échapper au pouvoir. Rabbi Yannai a expliqué que Pharaon a attrapé Moïse et l'a condamné à être décapité. À l'instant où le bourreau abattait l'épée, le cou de Moïse est devenu comme une tour d'ivoire ( 7,5) et a cassé l'épée.
Rabbi dit au nom de Rabbi Evyatar que l'épée rebondit sur le cou de Moïse et tua le bourreau. La Guemara cite Ex 18,4 pour soutenir cette déduction, estimant que “et m'a délivré” serait superflu, sinon pour montrer que Dieu sauva Moïse mais non le bourreau. Rabbi Berechyah a cité le destin du bourreau comme une application de  21,8 selon lequel la route menant à une œuvre droite peut être tortueuse et Rabbin Avoun a cité de même, dans une deuxième explication, comme une application de  11,18., la façon dont Moïse s'est échappé. Bar Kappara a enseigné dans une baraïta que l'ange est descendu du ciel dans l'apparence de Moïse, qu'ils ont saisi l'ange, et que Moïse a pu échapper. Dans une troisième explication de la façon dont Moïse s'est échappé, Rabbi Yehoshoua ben Levi a indiqué que quand Moïse s'est sauvé, Dieu a frappé d'incapacité les gens de Pharaon en les rendant muets, sourds, et aveugles. Quand Pharaon a demandé où était Moïse, les muets ne pouvaient répondre, les sourds ne pouvaient entendre, et les aveugles ne pouvaient voir. C'est cet événement auquel Dieu s'est référé en Ex 4,11 quand Dieu a demandé à Moïse : "Qui a rendu les hommes muets ou sourds ou aveugles ?". (Talmud de Jérusalem Berakhot 87a.).
La Tosefta assimile l'intervention de Dieu à son "souvenir", tel qu'exprimé dans Ex 3,16. (Tosefta Rosh Hashanah 2:13.).
La Mishna compte le bâton de Dieu de Ex 4,2–5,17 parmi les dix choses que Dieu a créées au crépuscule du sixième jour de la création (avant son abstention) (Pirke Avot 5:6.)

## Commandements
La Torah comporte, selon la tradition rabbinique, 613 prescriptions. Différents sages ont tenté d'en établir un relevé dans le texte biblique.
Selon deux de ces computs les plus célèbres, le Sefer Hamitzvot et le Sefer HaHinoukh, la parashat Shemot ne comporte pas de commandements.

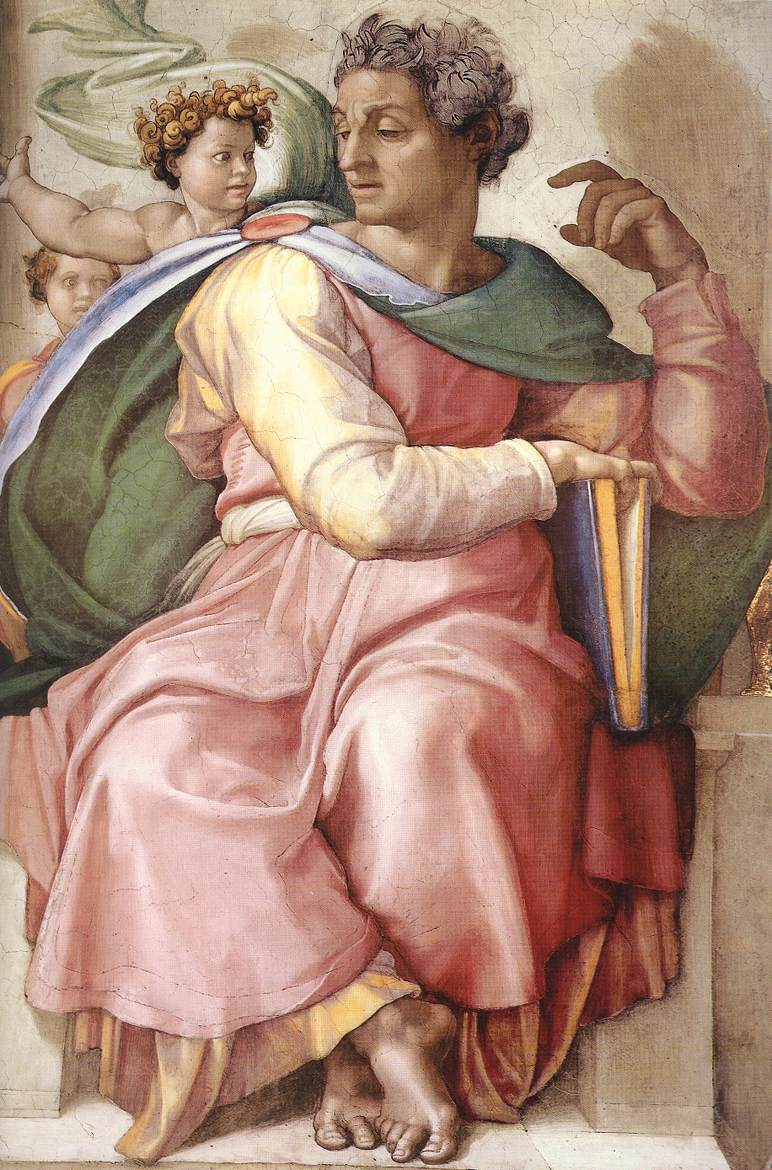
Isaïe par Michelangelo

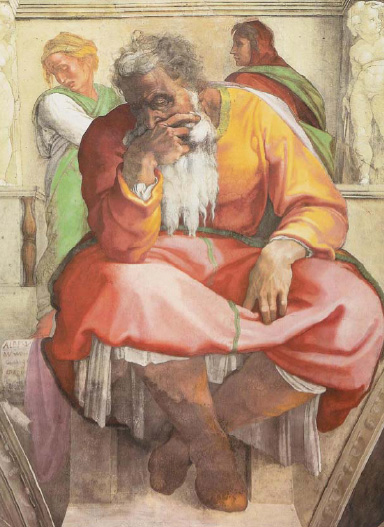
Jérémie par Michelangelo

## Haftara
La haftara est une portion des livres des Neviim ("Les Prophètes") qui est lue publiquement à la synagogue après la lecture de la Torah. Elle présente généralement un lien thématique avec la parasha qui l'a précédée.
La haftara pour la parashat Shemot est:
- pour les Ashkénazes : Isaïe 27:6–28:13 & 29:22–23
  - Comme dans la parasha, la haftara ( 27) discute de la façon par laquelle Israël pourrait se préparer à la délivrance divine. Rachi, dans son commentaire sur Isaïe 27:6–8 établit des correspondances entre l'abondance de  27,6 et Ex 1,4, entre les tueries de  27,7 et celles du peuple de pharaon dans, e.a. Ex 12,29, entre les vents de  27,8 et celles de la Mer des Joncs dans Ex 14,21..
- pour les Sépharades : Jérémie 1:1–2:3
  - Comme dans la parasha, un prophète est appointé par Dieu 1, Qui S'adresse à lui (Ex 3,4; /  1,4–5), et comme dans la parasha (Ex 3,11;), le prophète se récrie, se jugeant incapable d'une telle fonction ( 1,6), mais Dieu encourage le prophète et lui promet d'être à ses côtés (Ex 3,12; /  1,7–8.).